# Saskia en Jeroen
Saskia en Jeroen is een kinderboekenserie geschreven door Jaap ter Haar, bestaande uit negen delen. Oorspronkelijk waren de verhalen bedoeld als hoorspel voor de radio. In de jaren 50 zond de NCRV op maandagmiddag om vijf uur een aflevering uit. De verhalen gaan over de tweeling Saskia en Jeroen, die allerlei voor kinderen herkenbare avonturen beleven. Ter Haar baseerde de verhalen op de belevenissen van zijn eigen tweeling met dezelfde namen.
In de loop van de jaren zijn de boeken geïllustreerd geweest door Rein van Looy, Rien Poortvliet, Charlotte Dematons, Harmen van Straaten en Nynke Talsma.
In de jaren 90 werden de boeken opnieuw uitgegeven, waarbij de teksten werden gemoderniseerd. Zo werd de spelling aangepast, maar werden ook enkele tijdgebonden gebeurtenissen uit het verhaal gehaald.

## Verschenen delen
- Saskia en Jeroen (deel 3), op stap (1955)
- Saskia en Jeroen (deel 2), domme dingen (1956)
- Saskia en Jeroen, de tweeling (1957)
- Saskia en Jeroen (deel 6), uit logeren (1957)
- Saskia en Jeroen, aan zee (1956)
- Saskia en Jeroen, bokkensprongen (oorspronkelijk bokkesprongen) (1956)
- Saskia en Jeroen (deel 4), malle gevallen (1957)
- Saskia en Jeroen, in de lente
- Saskia en Jeroen, met de dieren (1957)
- Saskia en Jeroen, kattenkwaad (oorspronkelijk kattekwaad)
- Saskia en Jeroen (deel 5), uitstapjes